# Sågtjärnen (Åls socken, Dalarna)
Sågtjärnen är en sjö i Leksands kommun i Dalarna och ingår i Dalälvens huvudavrinningsområde.